# Liechtensteiner Badminton Verband
Der Liechtensteiner Badminton Verband ist die oberste nationale administrative Organisation in der Sportart Badminton in Liechtenstein. Der Verband wurde 1986 gegründet.

## Geschichte
Nach seiner Gründung wurde der Verband Mitglied in der Badminton World Federation, damals als International Badminton Federation bekannt. 1993 trat man in den kontinentalen Dachverband Badminton Europe, zu der Zeit noch als European Badminton Union firmierend, ein. 1986 starteten die nationalen Titelkämpfe.

## Bedeutende Veranstaltungen, Turniere und Ligen
- Liechtensteinische Meisterschaft
- Mannschaftsmeisterschaft
- Juniorenmeisterschaft

## Bedeutende Persönlichkeiten
- Yannik Ilkow – Präsident seit 2022
- Heinz Dünser – Präsident bis 2022
- Carolin Schneider-Frommelt – Präsidentin bis 2017